# C3 Racing: Car Constructors Championship
C3 Racing: Car Constructors Championship (Max Power Racing au Royaume-Uni, TNN Motorsports Hardcore TR en Amérique du Nord) est un jeu vidéo de course développé par Eutechnyx et édité par Infogrames, sorti en 1998 sur PlayStation.

## Accueil
- Jeuxvideo.com : 15/20[1]